# Ciprus közlekedése
Ciprus közlekedése a közúti, vízi és légi közlekedésből áll.

## Vasúti közlekedés
Ciprusnak jelenleg nincs működő vasúthálózata. Az utolsó vasútvonalat 1951-ben számolták fel.

## Közúti közlekedés
A brit uralom örökségeként Ciprus egyike annak a három EU-tagországnak, ahol a járművek a bal oldalon közlekednek (a másik kettő Írország és Málta).

## Vízi közlekedés
A két legfontosabb kikötő Lárnaka és Limassol kikötője.

## Légi közlekedés
Az országban 12 repülőtér található, melyből 7 repülőtér 2438 és 3047 méter közötti hosszúságú, egy repülőtér 1524 és 2437 méter közötti hosszúságú, három 914 és 1524 méter közötti hosszúságú, egy pedig 914 méter alatti hosszúságú.
A három legnagyobb repülőtér:
- Ercan nemzetközi repülőtér
- Lárnakai nemzetközi repülőtér
- Páfoszi nemzetközi repülőtér

## Fordítás
- Ez a szócikk részben vagy egészben  a   Transport in Cyprus című angol Wikipédia-szócikk fordításán alapul.  Az eredeti cikk szerkesztőit annak laptörténete sorolja fel. Ez a jelzés csupán a megfogalmazás eredetét és a szerzői jogokat jelzi, nem szolgál a cikkben szereplő információk forrásmegjelöléseként.